# قرجهه
قرجهه (به لاتین: Qərchə) یک منطقه مسکونی در جمهوری آذربایجان است که در شهرستان اسماعیل‌لی واقع شده‌است.